# NGC 6867
NGC 6867 est une galaxie spirale barrée située dans la constellation du Télescope. Sa vitesse par rapport au fond diffus cosmologique est de 4 304 ± 10 km/s, ce qui correspond à une distance de Hubble de 63,5 ± 4,5 Mpc (∼207 millions d'al). NGC 6867 a été découverte par l'astronome britannique John Herschel en 1836.
La classe de luminosité de NGC 6867 est II-III et elle présente une large raie HI.
À ce jour, une dizaine de mesures non basées sur le décalage vers le rouge (redshift) donnent une distance de 50,400 ± 3,118 Mpc (∼164 millions d'al), ce qui est à l'extérieur des valeurs de la distance de Hubble. Notons que c'est avec la valeur moyenne des mesures indépendantes, lorsqu'elles existent, que la base de données NASA/IPAC calcule le diamètre d'une galaxie et qu'en conséquence le diamètre de NGC 6867 pourrait être d'environ 44,5 kpc (∼145 000 al) si on utilisait la distance de Hubble pour le calculer.

## Groupe d'ESO 185-54
Selon A. M. Garcia NGC 6867 fait partie du groupe d'ESO 185-54. Ce groupe de galaxies renferme au moins neuf membres. Les autres galaxies sont NGC 6848, NGC 6855, NGC 6862, IC 4935, IC 4950, IC 4952, IC 4963 et ESO 185-54.